# کاخ بعبدا

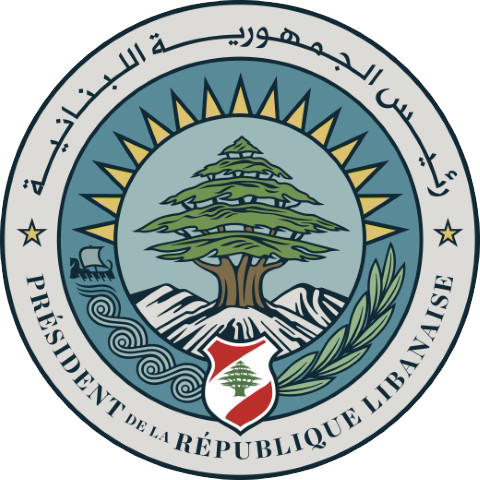
مهر ریاست جمهوری

کاخ بعبدا (یا کاخ ریاست جمهوری، فرانسوی: Palais présidentiel de Baabda‎, عربی: قصر بعبدا) که به قصر قنطاری نیز معروف است، محل اقامت رسمی رئیس‌جمهور کشور لبنان است. این کاخ در سال ۱۹۵۶ بر روی تپه‌ای در شهر کوهستانی بعبدا مشرف به بیروت، پایتخت لبنان، ساخته شد. اولین رئیس‌جمهوری که در آن ساکن شد، شارل حلو بود.

## نشست‌های وزیران

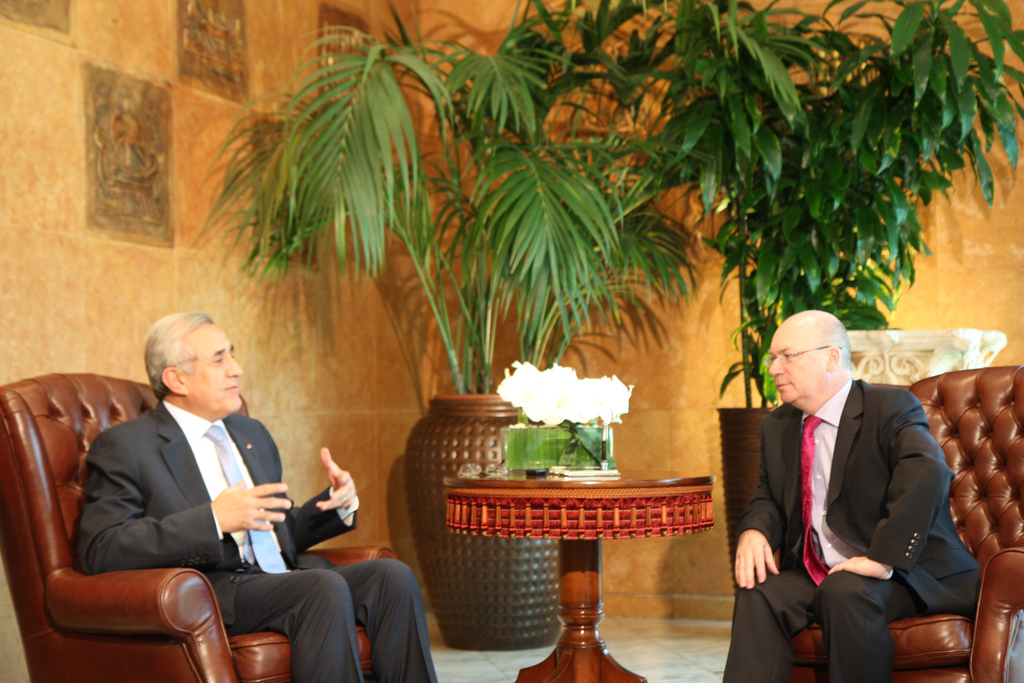
میشل سلیمان (۲۰۰۸–۲۰۱۴)، رئیس‌جمهور سابق لبنان، در ملاقات با آلیستر برت، وزیر امور خارجهٔ بریتانیا در امور خاورمیانه در کاخ بعبدا، ۱۴ ژوئیهٔ ۲۰۱۰.

کاخ بعبدا توسط وزارت دفاع و پست‌های نظامی مختلف دیگر احاطه شده‌است. پس از اینکه محل معمول نشست‌های وزیران به دلایل امنیتی در اواسط سال ۲۰۰۵ تخلیه شد، میزبانی نشست‌های وزیران در این کاخ به‌صورت یک هفته در میان آغاز شد. اکنون، نشست‌های هیئت وزیران به‌ترتیب متناوب در کاخ بعبدا و سرای کبیر برگزار می‌شود.
میشل عون در طول دو سال ریاست‌جمهوری خود، از ۱۹۸۸ تا ۱۹۹۰، به‌عنوان نخست‌وزیر جایگزین لبنان، در کاخ بعبدا که توسط نیروهای ارتش وفادار به او محاصره شده بود، اقامت گزید.